# Johann Jakob Hottinger (historiker)
Johann Jakob Hottinger, född den 18 maj 1783 i Zürich, död den 17 maj 1860, var en schweizisk historiker, ättling till Johann Heinrich Hottinger den äldre. 
Hottinger, som var professor i historia vid Zürichs universitet från 1833, inlade som skolråd, medlem av stora rådet och regeringsrådet samt som pedagogisk skriftställare stora förtjänster om skolväsendets utveckling i Schweiz. Han utgav (tillsammans med Heinrich Escher) Archiv für schweizerische Landeskunde (3 band, 1827–29), (tillsammans med Gerlach och Wackernagel) Schweizerisches Museum für historische Wissenschaften (3 band, 1837–39) och redigerade 1843–47 tidskriften Archiv für schweizerische Geschichte. Hottingers främsta historiska arbeten är Geschichte der Eidgenossen während der Zeiten der Kirchentrennung (2 band, 1825–29, en fortsättning av Johannes von Müllers och Robert Glutz von Blotzheims stora arbete), Huldreich Zwingli und seine Zeit (1842) och Vorlesungen über die Ggeschichte des Untergangs der Eidgenossenschaft der 13 Orte (1844).